# Akademie Olympia

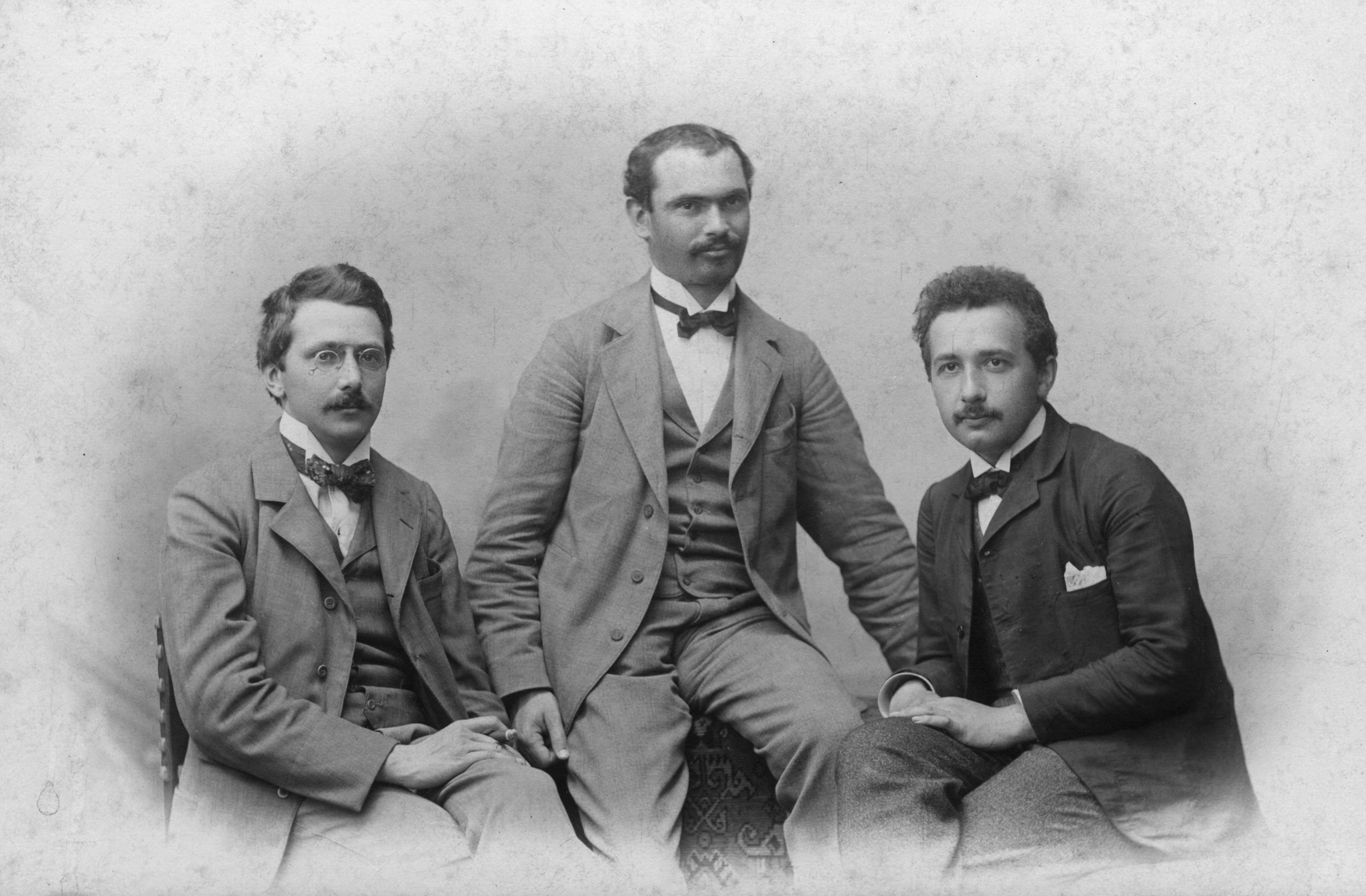
Akademie Olympia – Conrad Habicht, Maurice Solovine und Albert Einstein (1903)

Als Akademie Olympia bezeichneten Albert Einstein, Maurice Solovine und Conrad Habicht ihre abendlichen Sitzungen in Bern in den Jahren 1901 bis 1904.
Die Treffen entstanden, nachdem Einstein während seiner Probezeit am Berner Patentamt mit einer Zeitungsanzeige Schüler gesucht hatte. Daraufhin meldete sich der Philosophiestudent Maurice Solovine. Es kam zwischen beiden zu interessanten Gesprächen, die fortgesetzt wurden; etwas später nahm dann der Mathematiker Conrad Habicht teil.
Die Treffen begannen mit einem Abendessen, anschließend wurde in dieser Runde aus Werken zu verschiedenen Themen gelesen und diskutiert. Nicht nur wissenschaftliche Arbeiten wurden besprochen, auch literarische und zeitaktuelle Themen standen auf der Tagesordnung.
Einstein, in dessen Wohnung die Treffen meistens stattfanden, erhielt von Habicht den Titel „Albert Ritter von Steißbein, Präsident der Akademie Olympia“. Nach Einsteins eigenen Worten hatte die Akademie Olympia seinen wissenschaftlichen Werdegang gefördert. Gelegentlich nahmen auch weitere Bekannte wie Paul Habicht und Lucien Chavan sowie Einsteins erste Frau, Mileva Marić, an der Gesprächsrunde teil.
Die Treffen endeten, nachdem Conrad Habicht 1904 und Maurice Solovine 1905 Bern verließen. Die drei Gesprächspartner blieben lebenslang in freundschaftlichem Kontakt.